# Nicocles dives
Nicocles dives là một loài ruồi trong họ Asilidae. Nicocles dives được Loew miêu tả năm 1866. Loài này phân bố ở vùng Tân Bắc giới.